# Tyge Rothe

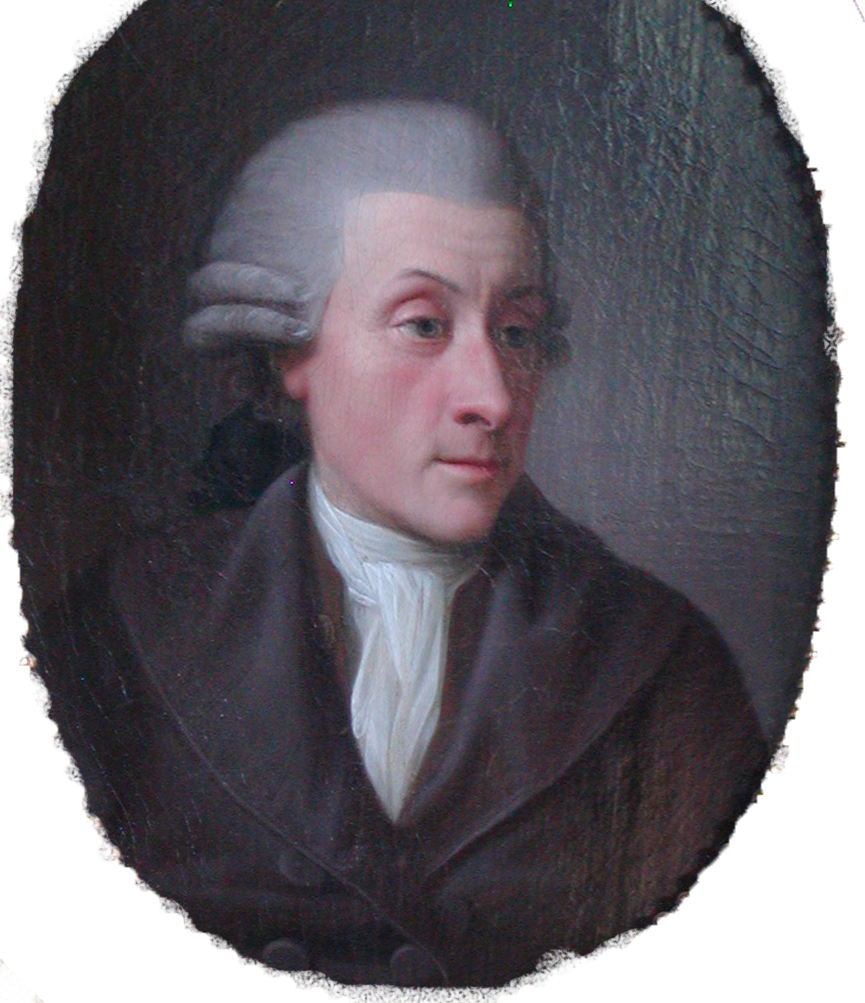
Tyge Rothe

Tyge Jesper Rothe (* 16. Januar 1731 in Randers; † 19. Dezember 1795 in Frederiksberg) war ein dänischer Schriftsteller.

## Leben und Laufbahn
Rothe war der älteste Sohn des in Deutschland geborenen Regimentsquartiermeisters und Kanzleirats Carl Adolf Rothe (1689–1766) aus dessen zweiter Ehe mit Kirstine Margrethe geborene Tygesen († 1744). Schon mit 14 Jahren (1744) kam er in die Lateinschule von Slagelse und bestand drei Jahre später die Zugangsprüfung zum Theologiestudium. Aber nicht Theologie, sondern Philologie und Geschichte waren seine bevorzugten Interessengebiete. Nebenher war er Hauslehrer. Der letzten Familie, in der er Hauslehrer war, folgte er als Hofmeister nach Sorø. Er erhielt in der Zeit ein Reisestipendium für Auslandsreisen nach einem vorgeschriebenen Reiseplan. Im Mai 1756 reiste er zunächst nach Göttingen und studierte dort Kirchengeschichte, Physik und Philosophie. Danach hielt er sich ½ Jahr in Genf auf, danach in Frankreich. Im Juni 1759 wurde er als außerordentlicher Professor an der Universität Kopenhagen berufen und wurde auch Hauslehrer für den sechsjährigen Prinzen Friedrich. Aber sein Charakter passte zu diesen Tätigkeiten nicht. Es fehlte ihm an Milde und Geduld, und im Umgang war er sein strenger Moralist.
So legte er diese Funktionen 1761 nieder und wurde Justizrat in der Generalzollkammer. Er heiratete Karen Bjørn, die einzige Tochter des verstorbenen reichen Kaufmanns Andreas Bjørn aus Christianshavn. So kam er zu großem Vermögen. Er kaufte das Gut Tybjerggaard (Præstø Amt), einen der ältesten Herrensitze im Land. Er legte sein letztes Amt nieder und lebte fortan als Gutsherr. Aus den folgenden Jahren stammen seine meisten Werke. 1765 wurde er Vizelandrichter in Sjælland und Møn, und ab 1769 wurde er wieder Mitglied der Generalzollkammer, aber ohne Gehalt, dafür aber auch ohne Dienstverpflichtung. Unter Johann Friedrich Struensee wurde er 1771 Oberbürgermeister von Kopenhagen. Ein Gerücht ging um, dass er dieses Amt auf Grund einer Verwechslung mit seinem älteren Bruder Casper Peter Rothe (aus der ersten Ehe seines Vaters) bekommen habe. Denn er war für dieses Amt ziemlich ungeeignet. Nach 1 ½ Monaten quittierte er dieses Amt wieder und kam ins Finanzkollegium, wo er für die gesamte Landwirtschaft zuständig war. Aber keine seiner Reformpläne konnten in den wenigen Monaten bis zum Fall Struensees und der Auflösung des Finanzkollegiums umgesetzt werden. Es machte einen sehr schlechten Eindruck, dass er seinen Förderer Struensee nach dessen Fall in seinen Schriften Til Folket og til Suhm, om hans Tale til Kongen und Om Dagen den 17. Januar, trykt efter Befaling aufs heftigste schmähte. Aber dadurch gewann er keineswegs die Gunst der neuen Regierung. Seine Ernennung zum Amtmann in Segeberg 1772 wurde von seinen Zeitgenossen als eine Art Strafversetzung gewertet. Das Amt übte er aber nur neun Monate aus. Dann wurde er mit 700 Reichsthaler in Pension geschickt. Damit endete seine Laufbahn. Er zog sich auf seinen Landsitz zurück und widmete sich den Rest seines Lebens der Schriftstellerei. Er erhielt zwar später den Titel eines Etatsrats, aber es kränkte ihn sehr, dass er keinen Sitz im 1786 neu errichteten Finanzkollegium erhielt. Als am 17. Februar 1795 seine Ehefrau starb, wurde er ein gebrochener Mann. Im Sommer begab er sich nach Frederiksberg und schrieb Karen Bjørns Minde (Erinnerung an Karen Bjørn). An dem Tag, an dem der Text in der Zeitung veröffentlicht wurde, starb Rothe selbst.

## Literarische Tätigkeit
Die Bedeutung Rothes liegt nicht in seinem beruflichen Wirken, sondern in seinen zahlreichen Schriften. Sein Stil wird als ermüdend bezeichnet, und er fand nur wenige Leser. Auch ist sein Standpunkt widersprüchlich, da er auf der einen Seite den dänischen Absolutismus preist, auf der anderen Seite aber Rousseau, Montesquieu und den Freiheitsideen des 18. Jahrhunderts anhängt. Diese Widersprüchlichkeit zieht sich durch alle Werke, von Tanker om Kjærlighed til Fædrenelandet (1759), das wegen seines patriotischen Inhalts einige Aufmerksamkeit erregte, bis zu seinen letzten Schriften. Allerdings führte seine in dieser Schrift geäußerte kosmopolitische Ansicht, Vaterland sei da, wo man lebe, zu heftigem Widerspruch von Eiler Hagerup. Die meisten Texte handelten von Landwirtschaft und Christentum. Er schrieb wichtige Zeitungsartikel über die notwendige Reform der Landwirtschaft. Sein Hauptwerk war aber Kristendommens Virkning paa Folkenes Tilstand i Evropa (I–V, 1774–1783, mit besonderen Titeln für den 3. und 4. Band: Om Hierarkiet og Pavemagten, und für den 5. Band: Evropas Lensvæsen). Dieses Werk übte einen großen Einfluss auf Grundtvig bei seinem Werk Verdenskrønnike (1812) aus. In seinem Werk Danske Agerdyrkeres Kaar eller vort Landvæsenssystem, som det var 1783 (2 Bände 1784–1786) (Die Verhältnisse der dänischen Bauern oder das Landwirtschaftssystem, wie es 1783 war) pries er die „herrliche Odelsfreiheit“ der frühen Gesellschaft im Gegensatz zu der gegenwärtigen entehrenden Idee über die Bauern.
Rothe suchte nach Beispielen für den freien Menschen im Sinne Rousseaus und fand sie in den Bauern Norwegens. Norwegen wurde Rothes Idealland. In seinem Buch Om nogle Danmarks og Norges Fordringer til hinanden; i Anledning af Kronprinsens Rejse til Norge (1788) brachte Rothe eine tiefschürfendere Untersuchung der beiden Länder, als jemals vorher veröffentlicht war. Dabei fand er den bedeutendsten Unterschied im Eigentumsverhältnis der Bauern zum Land. Er ging davon aus, dass der Allodialbesitz ursprünglich in ganz Skandinavien die Regel gewesen sei, sich aber nur in Norwegen erhalten habe. Er schrieb auch: „Die Söhne Norwegens sind sehr stolz, und das darf uns nicht wundern, wenn wir erfahren, dass unter ihnen noch Abkömmlinge von Königen zu finden sind.“ Er führte die besondere Kultur Norwegens darauf zurück, dass die Bauern das Allodialrecht bewahrt hätten.